# Chu Từ Lãng
Chu Từ Lãng (tiếng Trung: 朱慈烺; bính âm: Zhu Cilang; 1629 – 1644), là Hoàng thái tử cuối cùng của nhà Minh trong lịch sử Trung Quốc.

## Cuộc đời
Chu Từ Lãng là con trai trưởng của Minh Tư Tông Chu Do Kiểm và Chu Hoàng hậu, sinh 26 tháng 2 năm 1629 (tức ngày 4 tháng 2 âm lịch, năm Sùng Trinh thứ 2). Năm 1630 ông được sắc phong làm Hoàng thái tử.
Năm 1644, Lý Tự Thành tiến công Bắc Kinh. Các đại thần Lý Bang Hoa (李邦華), Sử Khả Pháp cùng Khương Viết Quảng (姜曰廣) kiến nghị đưa Thái tử đến Nam Kinh giám quốc, nhưng bị bỏ ngỏ. Vài ngày sau, Bắc Kinh thất thủ, Minh Tư Tông gửi gắm các Hoàng tử cho ngoại thích, giết chết các Hậu phi và Công chúa (trừ Công chúa Trường Bình), sau đó tự sát ở núi Vạn Thọ. Chu Từ Lãng không rõ tung tích. Thời gian sau xuất hiện hai người tự xưng Thái tử, cả hai người đều bị chính quyền Thanh và Nam Minh phủ nhận rồi giết chết. Trong đó, Bắc Thái tử từng được Ngô Tam Quế đưa lên ngôi, dùng niên hiệu Nghĩa Hưng (義興), được hơn 10 ngày thì bị Nhiếp chính vương Đa Nhĩ Cổn giết. Nam Thái tử thì bị vua Hoằng Quang Chu Do Tung giam giữ, tra tấn rồi chết trong ngục. Người đời sau gọi sự kiện này là Thái tử án.
Chu Do Tung sau khi giết "thái tử giả", truy phong Chu Từ Lãng thụy Hiến Mẫn Thái tử (獻愍). Đến khi Lỗ vương Chu Dĩ Hải giám quốc, truy tôn Chu Từ Lãng thụy hiệu Điệu Hoàng đế (悼皇帝).

## Gia đình
Chu Từ Lãng có chính thất là Thái tử phi họ Ninh, con gái của Ninh Hoành (寧浤), mất năm mười chín tuổi. Sử sách không ghi chép lại bất kỳ con cái của ông.